# Top Gear 3000
Top Gear 3000, lançado no Japão como The Planet's Champ: TG3000 (プラネットチャンプ TG3000, Puranettochanpu TG3000) é um jogo eletrônico de corrida de 1995 desenvolvido pela Kemco e Gremilin Graphics para o Super Nintendo Entertainment System. É o terceiro da série Top Gear e o último para SNES.

## Recepção
Em seu lançamento, a Famicom Tsūshin deu ao jogo uma nota de 21/40. A GamePro comentou que o jogo é solidamente feito, mas derivado. Eles elaboraram que as armas não são realmente importantes para a ação e que muitos dos locais do espaço sideral "parecem suspeitosamente parecidos com a Terra", deixando o "fantástico" modo de quatro jogadores como o único elemento para diferenciar Top Gear 3000 de muitos jogos de corrida que o precederam. A Nintendo Power deu uma nota de 3.2/5. A revista pontou como positivo a velocidade, os controles fáceis, os gráficos e a presença do multiplayer, mas criticou que não era muito desafiador, assim como Top Gear 2, e não achou especial os personagens e a trilha sonora.
À revista alemã Mega Fun [de], dois revisores fizeram criticas sobre o jogo. Stephen disse que o design futurista não esconde o fato de Top Gear 3000 não mudar "quase nada" em relação ao seu antecessor, talvez sendo levemente mais confuso pela alta velocidade. Entretanto, elogiou "a jogabilidade exemplar", e finalizou dizendo: "[Top Gear 3000] é, novamente, tecnicamente bom, divertido, por outro lado, um pouco mórbido..." Götz disse que os controles eram simples e os gráficos não eram espetaculares. Ambos comentaram que o sistema de colisão era muito justo ou generoso com o jogador.